# Walter Hungerford, 1. Baron Hungerford of Heytesbury
Walter Hungerford, 1. Baron Hungerford of Heytesbury (* 1503; † 28. Juli 1540 auf dem Tower Hill, London) war ein englischer Politiker zur Tudorzeit.

## Leben
Er war der einzige Sohn des Sir Edward Hungerford und der Jane la Zouche, Tochter des 7. Baron Zouche (of Haryngworth). Walter Hungerford muss 1503 geboren sein, denn beim Tod seines Vaters 1522 war er 19 Jahre alt. In diesem Jahre trat er in die Hofdienste bei König Heinrich VIII. ein und wurde dessen Squire of the Body, eine Art Kammerjunker zur persönlichen Bedienung des Königs.
Hungerford hatte am Hof wohlwollende Protektoren: seinen Schwiegervater Baron Hussey und König Heinrichs Vertrauten Thomas Cromwell, die seine Karriere förderten. So erlaubte ihm der König 1529, einige seiner ererbten Güter zu veräußern, was selten vorkam, weil Lehnspflichten auf diesen Gütern lagen. Am 20. August 1532 empfahl ihn sein Schwiegervater dem damaligen Berater des Königs, Cromwell, mit der Bemerkung, Hungerford wäre gern Sheriff von Wiltshire. Cromwell erfüllte diesen Wunsch 1533 und bewirkte beim König dessen Ernennung zu diesem Amt. Offensichtlich war Cromwell mit ihm sehr zufrieden, denn er schlug ihn Heinrich VIII. für eine Belohnung vor. Auch der König muss von seiner Nützlichkeit überzeugt gewesen sein, denn er berief ihn am 8. Juni 1536 durch einen Writ of Summons in das House of Lords und verlieh ihm damit den erblichen Titel eines Baron Hungerford of Heytesbury.
Als enger Gefolgsmann Cromwells ging er 1540 mit ihm unter: Er selbst und sein Kaplan William Bird wurden verhaftet. Bird wurde beschuldigt, ein heimlicher Anhänger der Aufständischen der Pilgrimage of Grace gewesen zu sein. Hungerford warf die Anklage vor, gewusst zu haben, dass Bird ein Verräter sei. Beide wurden durch Parlamentsbeschluss (Bill of Attainder) zum Tode verurteilt und zusammen mit Cromwell am 28. Juli 1540 auf dem Tower Hill geköpft. Sein Titel wurde ihm damit aberkannt (forfeited), seine Güter wurden eingezogen. Sein älterer Sohn erhielt zwar 1554 unter Königin Maria I. einen Teil seiner Ländereien zurück, der verwirkte Titel wurde aber nicht restituiert.

## Ehen und Nachkommen
In erster Ehe war er Susan Danvers, Tochter des Sir John Danvers verheiratet. Mit ihr hatte er zwei Töchter, die jung starben, und einen Sohn, Sir Walter Hungerford (1532–um 1596).
Nach Susans Tod heiratete er 1527 Alice Sandys, Tochter des William Sandys, 1. Baron Sandys. Mit ihr hatte er drei Töchter und einen Sohn, Sir Edward Hungerford († 1607).
In dritter Ehe heiratete er im Oktober 1532 Elizabeth Hussey († 1554), Tochter des John Hussey, 1. Baron Hussey (of Sleaford). Diese Ehe blieb kinderlos.